# Schlacht von Oriskany
Ticonderoga – Hubbardton – Fort Ann – Oriskany – Bennington – Saratoga (Freemans Farm – Bemis Heights) – Fort Clinton und Fort Montgomery

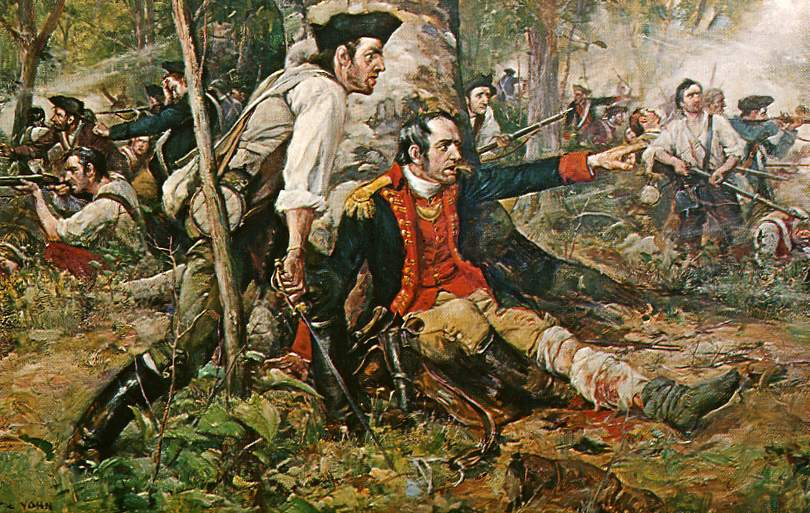
Nicholas Herkimer gibt während der Schlacht von Oriskany verwundet am Baum sitzend Anweisungen, Bild von Frederick Coffay Yohn (1875–1933)

Die Schlacht von Oriskany war ein Ereignis am 6. August 1777 während des Saratoga-Feldzuges im Amerikanischen Unabhängigkeitskrieg. 
Eine amerikanische Miliz-Einheit unter General Nicholas Herkimer wurde in einen Hinterhalt gelockt und weitgehend aufgerieben. Auf britischer Seite nahm unter Oberstleutnant Barry St. Leger neben probritischen Loyalisten und einer Hanauer Jägerkompanie unter Oberleutnant Hildebrand ein großes Kontingent Indianer unter Joseph Brant und John Butler an dem Angriff teil.
Die Amerikaner wollten mit ihrer Aktion das von den Briten belagerte Fort Stanwix entsetzen, wurden aber zurückgeschlagen. Herkimer wurde dabei lebensgefährlich verwundet, organisierte aber trotzdem noch einen geordneten Rückzug. Ein schweres Gewitter bot den überlebenden Amerikanern die Chance zu fliehen, aber die Hälfte der Männer war tot, verwundet oder gefangen.
Die Schlacht ermöglichte jedoch den Belagerten einen Ausfall, bei dem die Vorräte der Belagerer weitestgehend vernichtet wurden und trug so dazu bei, dass der britische Saratoga-Feldzug fehlschlug.

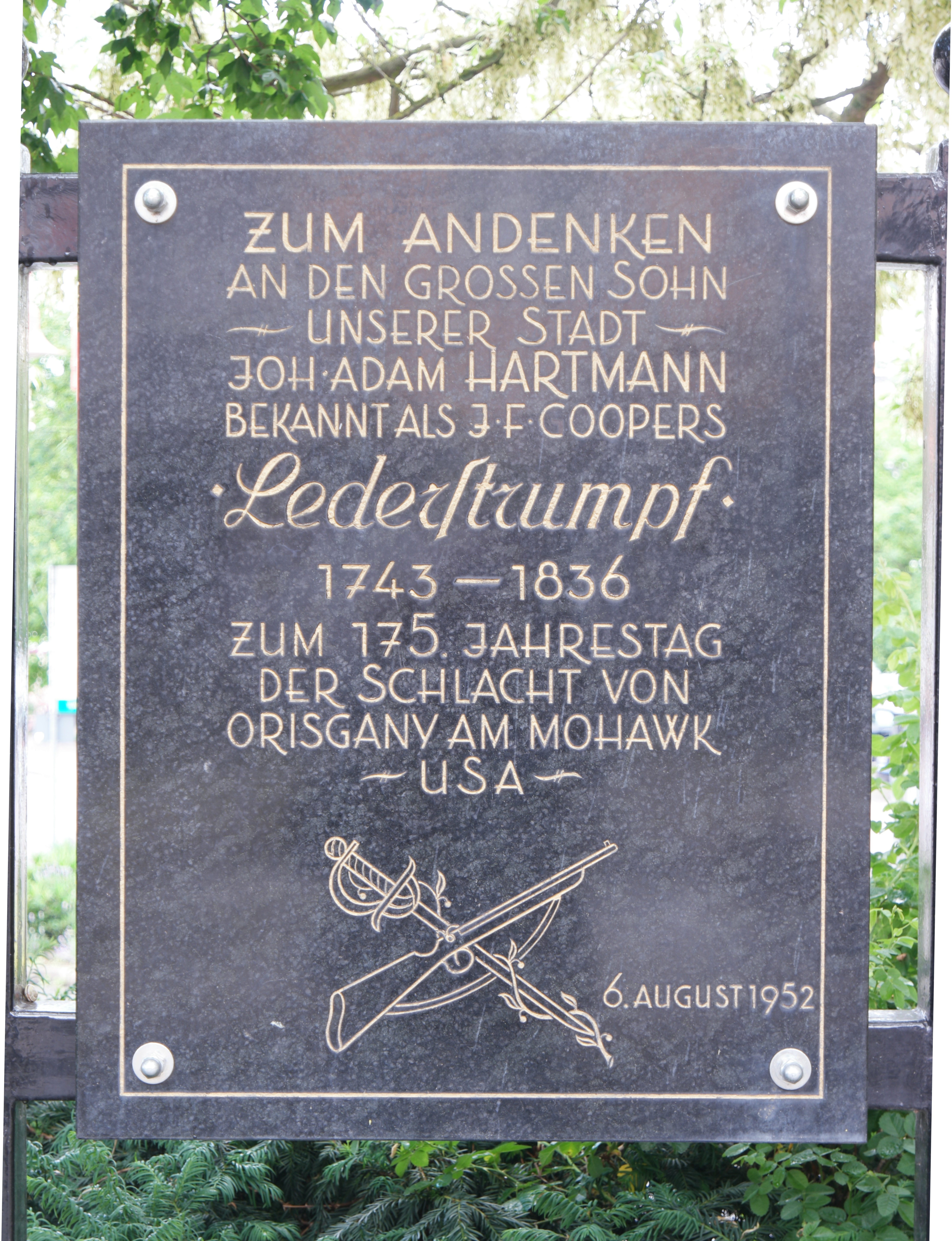
Gedenktafel für Johann Adam Hartmann und die Schlacht von Oriskany in Edenkoben (Pfalz), Lederstrumpfbrunnen

An der Schlacht nahm Johann Adam Hartmann teil, der als eines der Vorbilder für die Romanfigur Lederstrumpf des amerikanischen Schriftstellers James Fenimore Cooper gilt.